# Nomia rufoclypeata
Nomia rufoclypeata là một loài Hymenoptera trong họ Halictidae. Loài này được Wu mô tả khoa học năm 1983.